# Phora limpida
Phora limpida är en tvåvingeart som beskrevs av Schmitz 1935. Phora limpida ingår i släktet Phora och familjen puckelflugor. Inga underarter finns listade i Catalogue of Life.